# Izabela Linton
Izabela Linton (ang. Isabella Linton) – postać fikcyjna, bohaterka powieści Emily Brontë pt. Wichrowe Wzgórza. Była siostrą Edgara Lintona, mieszkała w Drozdowym Gnieździe. Wbrew woli brata poślubiła Heathcliffa, szybko jednak poznała jego zły charakter. Maltretowana i poniżana ostatecznie uciekła od męża. W Londynie urodziła jego syna, Lintona.